# 公立岩瀬病院
公立岩瀬病院（こうりついわせびょういん）は、福島県須賀川市にある病院。21の標榜診療科がある。厚生労働省臨床研修指定病院及び日本医療機能評価機構認定病院になっている。須賀川市だけでなく周辺の岩瀬郡、石川郡の中核的医療機関となっている。
明治5年（1872年）に設立され、翌明治6年（1873年）には院内に須賀川医学校も設置された。医学校の出身者には後藤新平などがいる。

## 交通アクセス
- 須賀川駅から徒歩10分
- 須賀川インターチェンジから車で7分
- 福島空港からタクシーで20分

## 概要･沿革
- 開設者 公立岩瀬病院企業団（須賀川市、鏡石町、天栄村、玉川村）
- 管理者 伊東幸雄
- 病院長 三浦純一
- 許可病床数 240床
- 入院基本料 7対1

## 診療科目
- 内科
- 循環器内科
- 呼吸器科
- 消化器科
- 気管食道科
- 外科
- 整形外科
- 眼科
- 産婦人科
- 耳鼻咽喉科
- 心療内科
- 皮膚科
- 泌尿器科
- 小児科
- 放射線科
- 神経科
- 精神科
- リハビリテーション科
- リウマチ科
- 形成外科
- 肛門科